# D-Tour
Le D-Tour est un trail de 45 km de longueur et de 2 000 m de dénivelé positif qui a lieu sur l'île de La Réunion.

## Historique
La course a été créée en 2006. Son parcours fait le tour de Saint-Denis par les hauts.

## Palmarès

### Hommes
| Date | Athlète                          | Nationalité | Temps           |
| ---- | -------------------------------- | ----------- | --------------- |
| 2012 | Gilsey Félicité                  | France      | 4 h 19 min 28 s |
| 2011 | Fabrice Armand                   | France      | 4 h 18 min 02 s |
| 2010 | Fabrice Armand et Eddy Narayanin | France      | 4 h 18 min 26 s |
| 2009 | Élysée Boyer                     | France      | 4 h 21 min      |
| 2008 | Didier Mussard                   | France      | 4 h 09 min 47 s |
| 2007 | Didier Mussard                   | France      | 3 h 51 min 38 s |
| 2006 | Jerry Perrault et Didier Mussard | France      | 3 h 57 min 54 s |

### Femmes
| Date | Athlète                | Nationalité | Temps           |
| ---- | ---------------------- | ----------- | --------------- |
| 2012 | Marie Noëlle Bourgeois | France      | 5 h 39 min 41 s |
| 2011 | Daisy Pausé            | France      | 5 h 26 min 42 s |
| 2010 | Marcelle Puy           | France      | 5 h 29 min 49 s |
| 2009 | Mylène Mussard         | France      | 5 h 55 min 21 s |
| 2008 | Jasmine Rivière        | France      | 5 h 15 min 59 s |
| 2007 | Marcelle Puy           | France      | 5 h 02 min      |
| 2006 | Géraldine Picard       | France      |                 |